# The Irish Rovers
The Irish Rovers sono un gruppo canadese di Folk irlandese nato nel 1963 e che prese il nome dalla canzone tradizionale The Irish Rover. Il gruppo è meglio conosciuto per le loro serie televisive internazionali, e per il contributo alla popolarizzazione della musica irlandese nel Nord America. Le loro canzoni più famose sono The Unicorn, Wasn't That A Party, The Orange and the Green, Whiskey on a Sunday, Lily The Pink, e The Black Velvet Band.
Le principali voci ascoltante nelle prime canzoni del gruppo furono Will Millar (tenore), Jimmy Ferguson (baritono), George Millar e Joe Millar, e negli ultimi vent'anni, anche John Reynolds e Ian Millar.
Tutti i membri del gruppo sono irlandesi. Il membro fondatore George Millar e suo cugino Ian vengono entrambi da Ballymena, il vecchio membro del gruppo Wilcil McDowell viene da Larne, Sean O'Driscoll da Cork, con John Reynolds e il percussionista Fred Graham entrambi da Belfast per completare la formazione.
The Irish Rovers hanno rappresentato il Canada in cinque World Expo.

## Personale

### Membri correnti
- George Millar - voce, chitarra, bouzouki (1963 - oggi)
- Wilcil McDowell - fisarmonica (1968 - oggi)
- John Reynolds - voce, chitarra, armonica (1986 - oggi)
- Sean O'Driscoll - mandolino, banjo, bouzouki, chitarra, voce (1997 - oggi)
- Ian Millar - voce, basso, chitarra (2005 - oggi)
- Fred Graham - batteria, bodhran, ossa, voce (2007 - oggi)

### Membri formale
- Will Millar - voce, chitarra, banjo, mandolino, tin whistle (1964 - 1994)
- Jimmy Ferguson - voce (1963 - 1997, deceduto nel 1997)
- Joe Millar - voce, fisarmonica, armonica, basso (1963 - 1968, 1969 - 2005, deceduto nel 2023)
- Kevin McKeown - batteria, bodhrán, ossa, voce (1984 - 2008)
- Wallace Hood - voce, mandolino, bouzouki irlandese, cetra, banjo, chitarra, fischietto di latta (1995 - 2005)
- Paul Lawton - batteria, bodhrán, ossa (2002 - 2005, deceduto nel 2005)

## Discografia parziale
- 2010 - Gracehill Fair